# Nyctiophylax subacuminatus
Nyctiophylax subacuminatus là một loài Trichoptera hóa thạch trong họ Polycentropodidae.